# Fred Robert Heiker
Fred Robert Heiker (* 1. Juli 1949) ist ein deutscher Chemiker und Manager.

## Leben
Heiker wurde 1980 an der Universität Hamburg in Chemie mit der Dissertation Synthese des chiralen Valienamins promoviert. Danach war er bei der Bayer AG als Laborleiter im Werk Wuppertal. Ab 1985 war er in der Bayer-Tochter Miles Laboratories in Elkhart in den USA (Assistent des Senior Vice President Science & Technology) und 1986 war er wieder im Werk Wuppertal als Leiter der Abteilung Chemische Forschung 3. 1988 wurde er Leiter der Chemischen Forschung 2 der Zentralen Forschung im Werk in Leverkusen. 1990 wurde er Forschungsleiter und Mitglied der Geschäftsführung in der Tochterfirma Bayer Yakuhin in Osaka. 1993 war er wieder in Wuppertal als Leiter der Chemischen Forschung Pharma und 1996 wurde er Forschungsleiter für Pflanzenschutz im Bayer-Landwirtschaftszentrum in Monheim.  2000 wurde er Leiter des Zentralen Servicebereichs Zentrale Forschung. 2002 wurde er Leiter der Konzernplanung und Controlling der Bayer AG. 2003 bis 2005 war er Geschäftsführer der neu gegründeten Tochterfirma Bayer Innovation GmbH.
2000 wurde er Honorarprofessor an der Bergischen Universität/Gesamthochschule Wuppertal. 2009 bis 2012 war er Gastprofessor für Medizinische Chemie an der National University of Singapore.
2002/03 war er Präsident der Gesellschaft Deutscher Chemiker.